# Пси⁹ Возничего
Пси⁹ Возничего (лат. ψ⁹ Aurigae), HD 50658 — одиночная звезда в созвездии Возничего на расстоянии приблизительно 1037 световых лет (около 318 парсеков) от Солнца. Видимая звёздная величина звезды — +5,87m.

## Характеристики
Пси⁹ Возничего — бело-голубой гигант спектрального класса B8III. Радиус — около 3,7 солнечных, светимость — около 868 солнечных. Эффективная температура — около 9577 К.